# 亀井至一

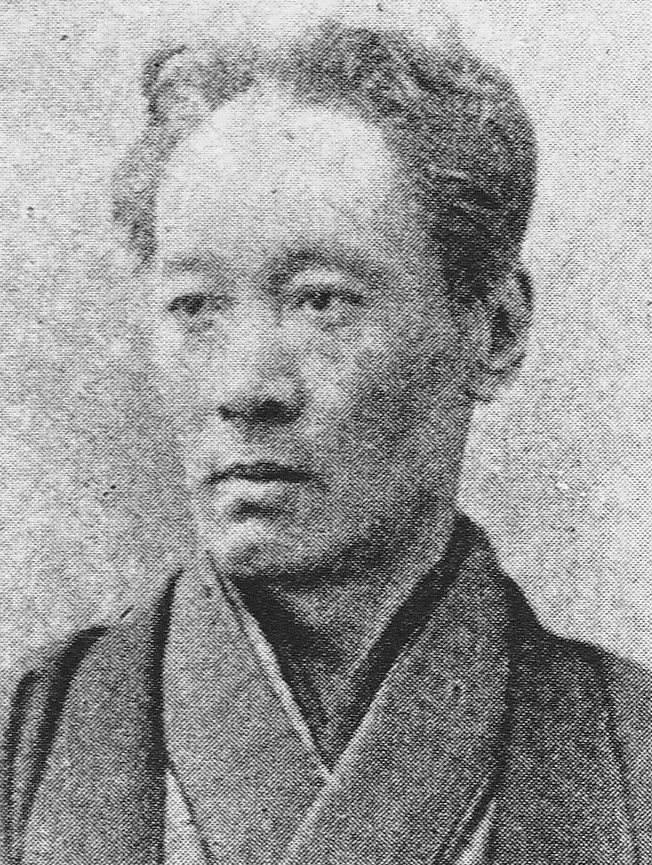
亀井至一

亀井 至一（かめい しいち、天保13年（1842年）‐明治38年（1905年）5月27日）は江戸時代末期から明治時代の石版画家、木版画家。

## 来歴
国沢新九郎及び横山松三郎に師事して石版と油絵を学んでいる。弟に亀井竹二郎がいる。第1回内国勧業博覧会に「上野徳川氏家廟之図」を、第2回内国勧業博覧会にも作品を出品、第3回内国勧業博覧会には「美人弾琴図」を出品している。木版画も作製していたが、後に玄々堂印刷所に入って石版画を学んだ。代表作に「日光名所」、「東海道名所」などが挙げられる他、蜷川式胤の「観古図説」などが知られている。また、矢野竜渓の政治小説『経国美談』（1883年刊行）の挿絵、東海散士の政治小説『佳人之奇遇』（1885年から1897年刊行）の挿絵、砂目石版による美人画に優れている。享年64。墓所は小田原市外の久野霊園。

## 作品
- 「日光八景」　全8枚　木版画　明治13年から明治14年
- 「岸田吟香像（玄々堂人物写生帳より）」　水彩画（スケッチブック）　明治17年　郡山市立美術館所蔵

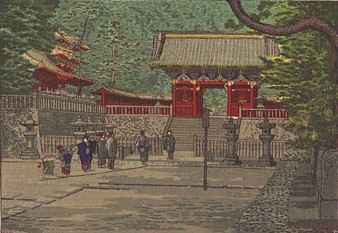
日光東照宮
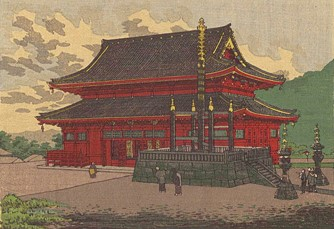
輪王寺
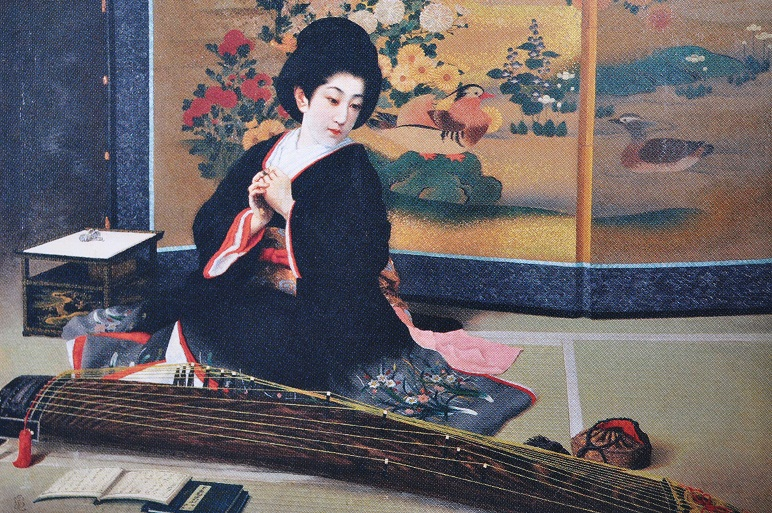
山茶花の局（村井吉兵衛の妻）、歌舞伎座所蔵
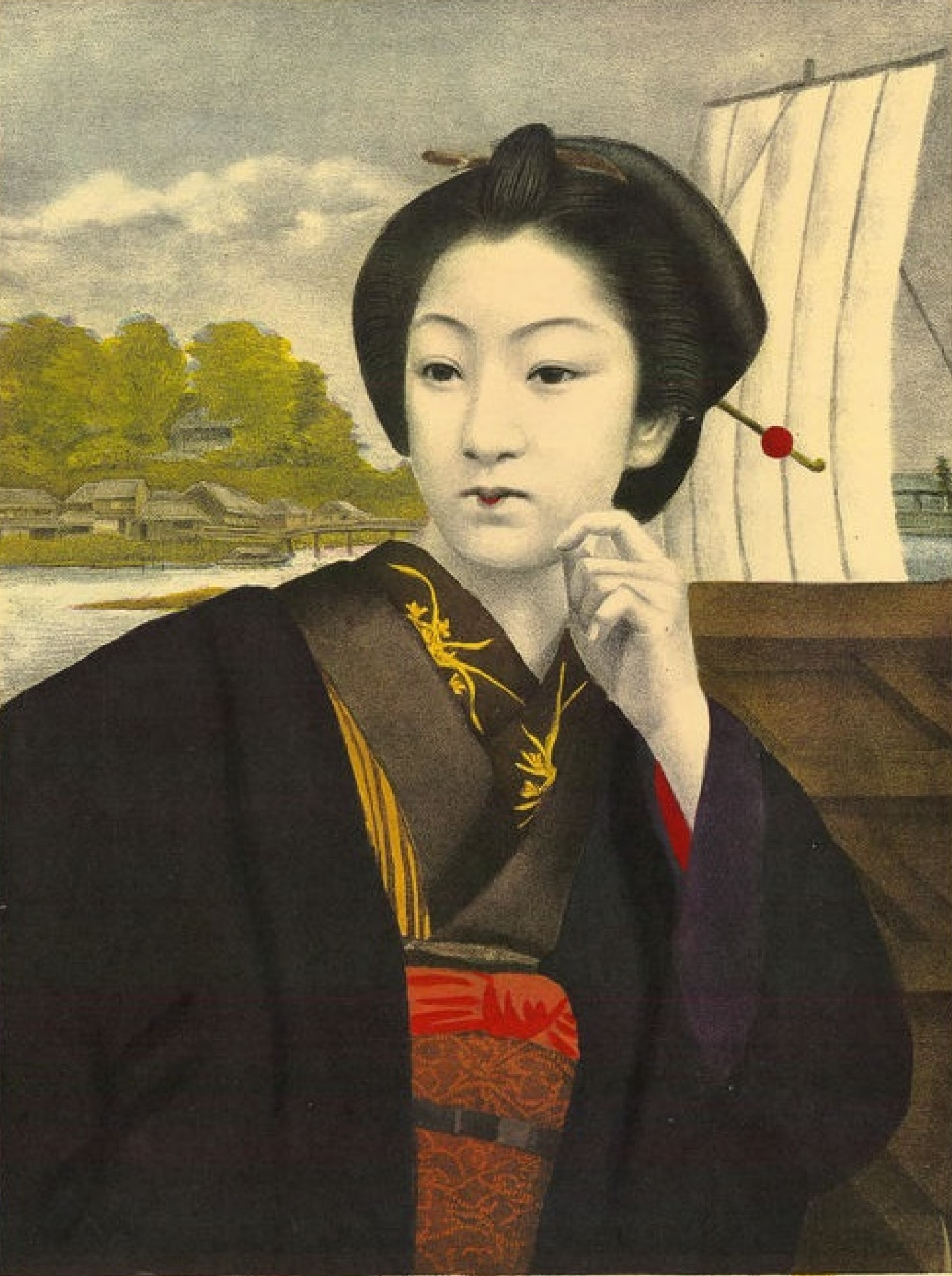
新吉原銘妓喜代、1882
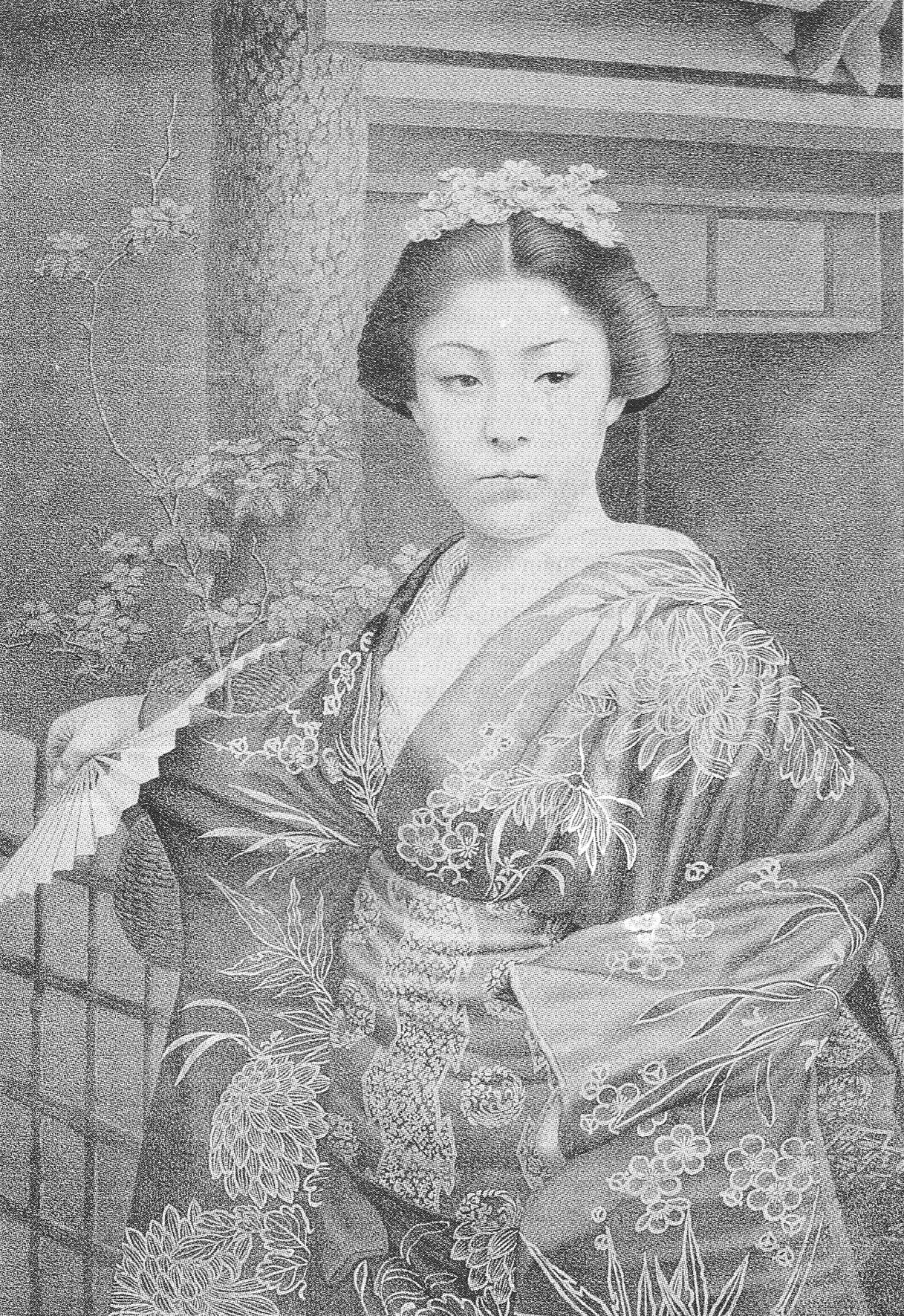
芸者まつこ, 1877
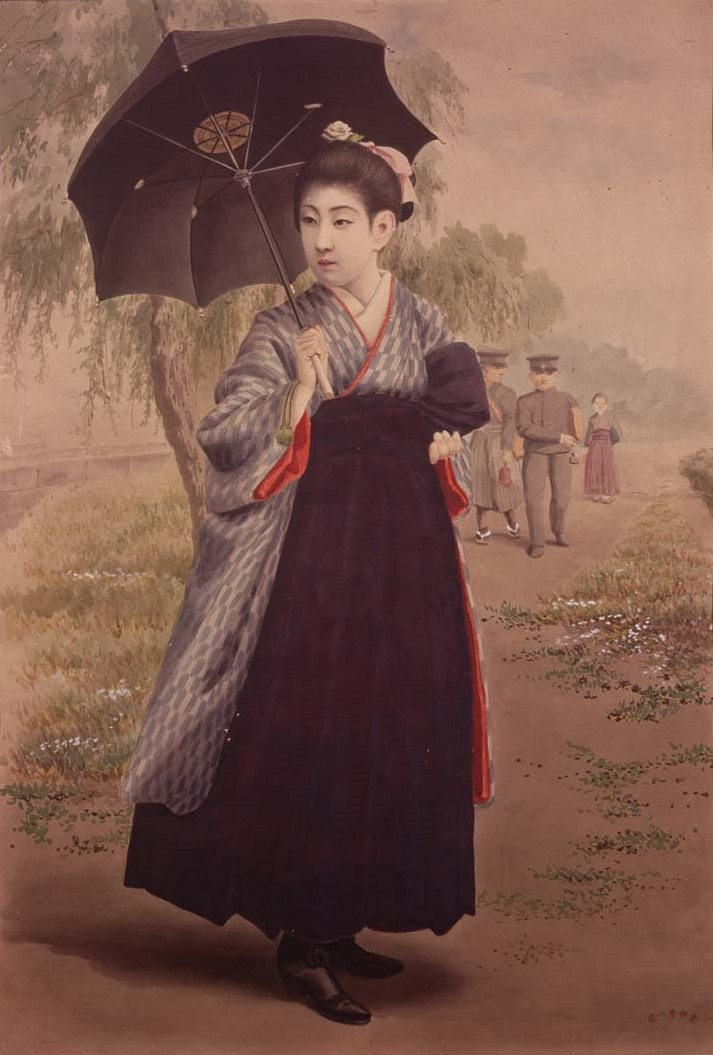
女学生、東京国立博物館所蔵